# Tewa (langue amérindienne)
Pour les articles homonymes, voir Tewa.
Le tewa est une langue amérindienne de la famille kiowa-tano parlée dans plusieurs pueblos du Nouveau-Mexique ainsi qu'à Hano (en) dans la réserve des Hopis en Arizona.

## Dialectes
On distingue deux ou trois dialectes principaux du tewa, :
- tewa de l’Arizona, parlé à Hano (en) ;
- tewa du Rio Grande, au Nouveau-Mexique :
  - tewa de Santa Clara ;
  - tewa de San Juan Pueblo et d’autres villages du Rio Grande.

## Écriture
John Peabody Harrington (en) a utilisé différentes transcriptions phonétiques pour le tewa dans plusieurs ouvrages.
En 1969, Randall H. Speirs publie un dictionnaire abrégé tewa avec une orthographe pratique du tewa du Rio Grande, et une guide orthographique en 1974. En 1983, Esther Martinez (en) (P’oe Tsą́wą̈́ en tewa) publie un dictionnaire du tewa de San Juan Pueblo (Ohkay Owingeh) pour le San Juan Pueblo Bilingual Program.
| A a   | Aa aa | Ay ay | Ä ä   | Ää ää | B b     | Ch ch | Ch’ ch’ | D d | Ḏ ḏ   | E e   | Ee ee | G g   | H h |
| I i   | K k   | Kh kh | K’ k’ | Kw kw | Kw’ kw’ | M m   | N n     | O o | Oo oo | P p   | Ph ph | P’ p’ | S s |
| Sh sh | T t   | Th th | Ts ts | T’ t’ | Ts’ ts’ | U u   | Uu uu   | V v | W w   | Wh wh | Y y   | ʔ     |     |

L’accent aigu et l’accent circonflexe sont utilisés pour indiquer les tons, le crochet souscrit est utilisé pour la nasalisation.